# 慶州南山三陵溪磨崖觀音菩薩立像
慶州南山三陵溪磨崖觀音菩薩立像（：／）是位於慶尚北道慶州市南山的三陵溪谷的觀世音菩薩立像。1972年12月29日被定為慶尚北道有形文化遺產編號第19號。

## 概要
慶州南山三陵溪谷的菩薩像，是將坐在蓮花座上的觀音菩薩像以浮雕的方式刻在石柱一樣的岩壁上的觀音菩薩像。
頭戴寶冠，臉龐帶著微笑，呈現出佛陀慈悲的神情。由手持的寶瓶與頭戴的寶冠，可以看出這尊佛像是慈悲救渡眾生的觀世音菩薩。佛像背面支柱形狀的岩石，看起來有種光背的效果，讓人有種自然美增添人工美的感覺。
此佛像的年代與雕刻者不得而知，推測是統一新羅時代，八至九世紀的作品。位於佛像東邊的無頭佛像，是由南方約100米處的松樹林中挖掘出來，後來才移到此處。